# Гаттерсон, Альберт
Альберт Гаттерсон — американский легкоатлет, который выиграл золотую медаль на олимпийских играх 1912 года в прыжках в длину с олимпийским рекордом — 7,60 м.
Во время учёбы в университете Вермонта он стал победителем соревнований Penn Relays, на которых выиграл с результатом 7,33 м. Одним из первых был включён в зал славы спорта университета Вермонт. После Олимпиады 1912 года больше не участвовал на соревнованиях. После завершения спортивной карьеры работал инженером в компании Jones and Lamson Machine Co. С 1925 по 1950 год работал в нефтяной промышленности. С 1950 по 1963 год был президентом компании Lovejoy Tool Company.